# Cerradomys akroai
O Cerradomys akroai  é uma espécie de roedor endêmica do Brasil, ocorrendo no Cerrado dos estados do Tocantins e Piauí.